# SAS Braathens
SAS Braathens era maior companhia aérea da Noruega, criada pela fusão entre a divisão norueguesa da Scandinavian Airlines e a Braathens em 2004. Em 1º de junho de 2007 a companhia aérea foi integrada à SAS, e mudou seu nome para SAS Scandinavian Airlines Norge.
A companhia aérea operou a partir de seu hub no Aeroporto Internacional de Oslo, Gardermoen, e foi também a maior representação da Scandinavian Airlines.
SAS Braathens teve seu escritório principal no Aeroporto de Fornebu, em Bærum, Noruega.
Em 2007 a companhia aérea foi renomeado como SAS Norge.

## Frota

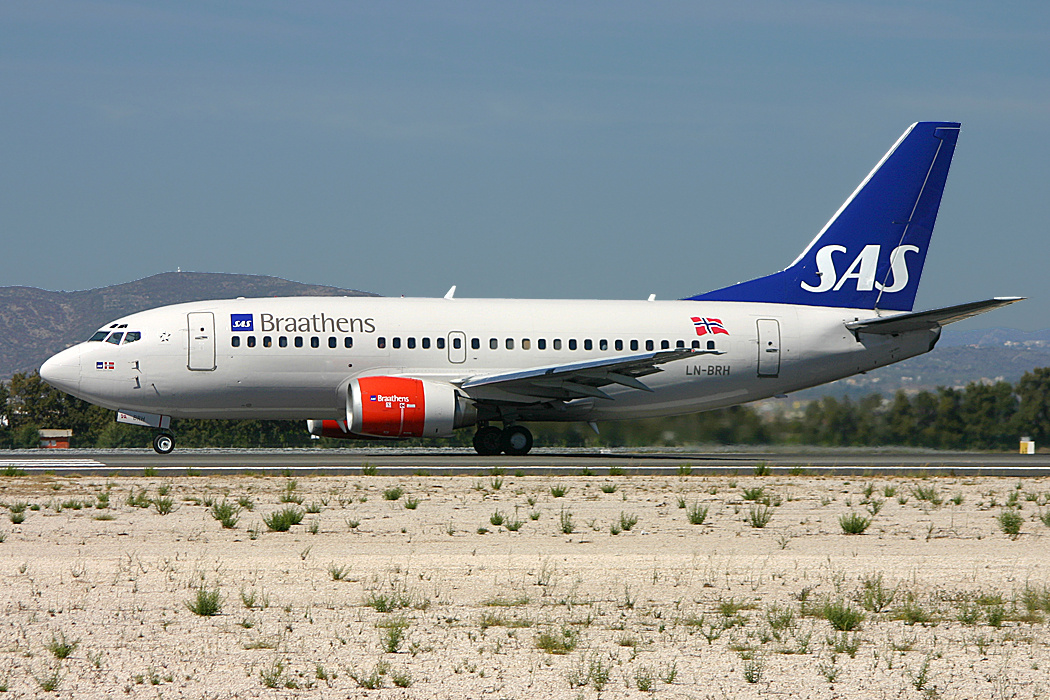
Boeing 737-500 da SAS Braathens.

- 4 Boeing 737-400
- 13 Boeing 737-500
- 13 Boeing 737-600
- 17 Boeing 737-700
- 9 Boeing 737-800
- 6 Fokker 50